# Stema Germaniei
Stema Germaniei este un simbol național al Germaniei și este imaginea unui vultur. Culorile stemei sunt similare cu cele ale drapelului Germaniei (negru, roșu și auriu). Vulturul ca simbol național german a apărut în Evul Mediu. Actuala stemă a Germaniei este foarte asemănătoare cu stema Republicii Weimar. Vulturul cu svastica au fost simbolul regimul nazist din Germania (1933-1945). 